# 갈기산 (강원/경기)
갈기산(葛基山)은 대한민국 경기도 양평군과 강원특별자치도 홍천군 사이에 있는 높이 685m의 산이다.

## 같이 보기
- 한국의 산